# Doxológia
A doxológia keresztény himnusz, amely Isten fölségének dicséretére szolgál. Gyakran használják kantikumok, zsoltárok és himnuszok befejezéseként. Eredete a zsidó Kádis imára vezethető vissza. A trinitárius egyházakban a Szentháromság (Atya, Fiú, Szentlélek) tiszteletére használják.

## Trinitárius

### Kis doxológia
A kis doxológia a latin Gloria Patri (Dicsőség az Atyának) kezdetű röpimádság, amit a katolikus, ortodox, anglikán és néhány protestáns egyház is használ. Isten imádata mellett gyakran használják mintegy a hit kifejezésére, megvallására. Noha az imádság eleje többnyire azonos, a vége egyházanként változó:
- Katolikus: Dicsőség az Atyának és Fiúnak és a Szentlélek Istennek; miképpen kezdetben, most és mindenkor, és mindörökkön örökké
- Ortodox: Dicsőség az Atyának és Fiúnak és Szent Léleknek most és mindenkor és mindörökkön örökké
- Evangélikus: Dicsőség az Atyának, és a Fiúnak, és a Szentléleknek, miképpen volt kezdetben, most és mindenkor és mindörökkön örökké.
- Anglikán: Dicsőség legyen Atyának, a Fiúnak és a Szentléleknek; ahogyan kezdetben, most és mindörökké, világ vég nélkül

Eredete a görög:
Δόξα Πατρὶ καὶ Υἱῷ καὶ Ἁγίῳ Πνεύματι καὶ νῦν καὶ ἀεὶ καὶ εἰς τοὺς αἰῶνας τῶν αἰώνων. Ἀμήν.
ami latin fordításban:
Gloria Patri, et Filio, et Spiritui Sancto. Sicut erat in principio, et nunc, et semper, et in sæcula sæculorum. Amen.

### Nagy doxológia
| Gloria Patri Henry Wellington Greatorex dallamában Probléma esetén lásd:Médiafájlok kezelése. |

A nagy doxológia Lukács evangéliumának szavaival („Dicsőség a magasságban Istennek és békesség a földön a jóakarat embereinek!”) kezdődik és lényegesen hosszabb, mint a kis doxológia. Az ünnepi szentmise illetve istentisztelet állandó része, azonban adventben és a nagyböjti időben elmarad. A himnusz első szavai (Glora in excelsis Deo) alapján gyakran csak Glorianak nevezik.

### Eucharisztikus doxológia
A katolikus szentmisében és az anglikán istentiszteletben az eucharisztikus imádságot követő röpima, amit a hagyományok szerint a pap énekel.
Latin szövege:
Per ipsum, et cum ipso, et in ipso, est tibi Deo Patri omnipotenti in unitate Spiritus Sancti, omnis honor et gloria per omnia saecula saeculorum
ami magyarul:
Őáltala, ővele és őbenne a tiéd, mindenható Atyaisten, a Szentlélekkel egységben minden tisztelet és dicsőség mindörökkön-örökké.

### Záró doxológia
Az Úr imádságának (Miatyánk) végén gyakran szokás használni a záró doxológiát, aminek szövege: Mert tiéd az ország, a hatalom és a dicsõség. Használatára először 1970-ben került sor. Ahogyan a Katolikus Egyház Katekizmusa fogalmaz: "megismétli az Atyához intézett első három kérést: Nevének megdicsőítését, Országának eljövetelét és üdvözítő akaratának hatalmát. Ez az ismétlés azonban az imádás és a hálaadás formájában történik, mint a mennyei liturgiában"

### Praise God, from whom all blessings flow

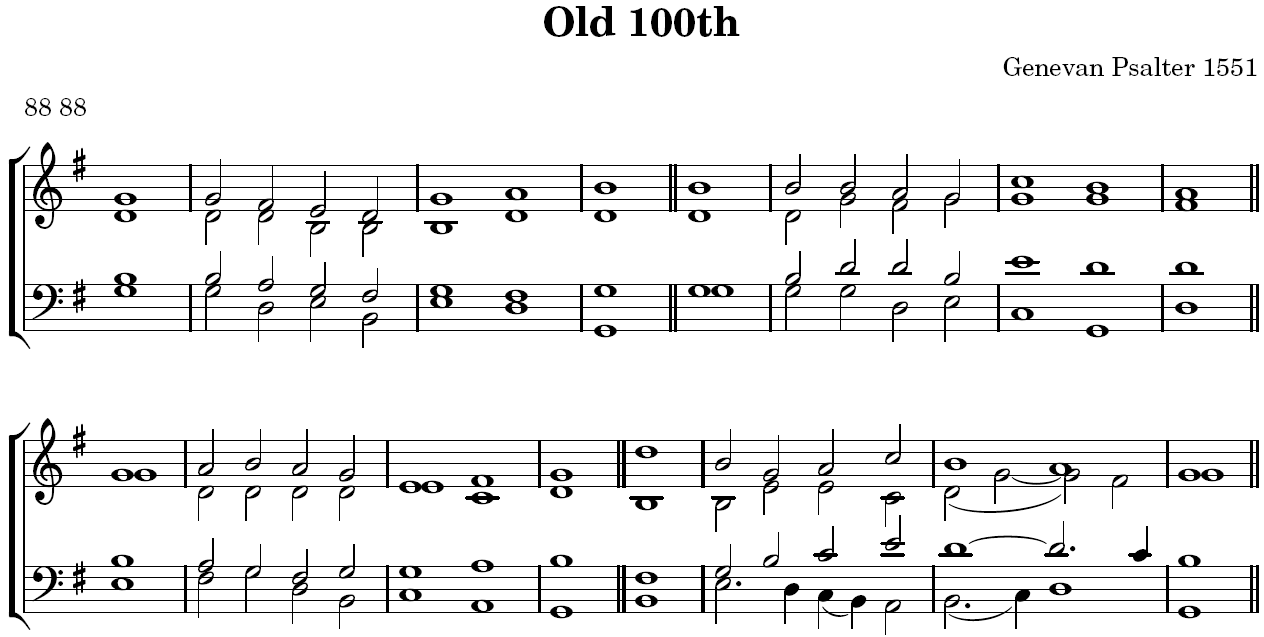
Old 100th

Angol nyelvterületen, különösen az anglikán és protestáns egyházakban gyakran hivatkoznak doxológiára az alábbi énekkel:
Praise God, from whom all blessings flow;
Praise Him, all creatures here below;
Praise Him above, ye heavenly host;
Praise Father, Son, and Holy Ghost. Amen.
Thomas Ken anglikán lelkész írta le a fentieket 1674-ben két himnusz   záróversszakaként, ám idővel jelentése miatt önállóan is elkezdték használni, különösen a laudes és vesperás (reggeli és esti imádság) idején. Néhány egyház a 2000-es években elhagyta belőle a hímnemre vonatkozó személyes névmást illetve modernebb nyelvezetet adott neki:
Praise God from whom all blessings flow;
Praise God, all creatures here below;
Praise God for all that love has done;
Creator, Christ, and Spirit, One.
Az imádság első megzenésített változatában a dallam az Old 100th nevet viseli, ezért gyakran azonosítják a kettőt egymással, noha az imádság más dallamokban is előfordul a különböző énekeskönyvekben.